# Квараце (Болцано)
Квараце је насеље у Италији у округу Болцано, региону Трентино-Јужни Тирол.
Према процени из 2011. у насељу је живело 65 становника. Насеље се налази на надморској висини од 315 м.